# العلاقات السورينامية الكمبودية
العلاقات السورينامية الكمبودية هي العلاقات الثنائية التي تجمع بين سورينام وكمبوديا.

## مقارنة بين البلدين
هذه مقارنة عامة ومرجعية للدولتين:
| وجه المقارنة                                              | سورينام                        | كمبوديا                   |
| --------------------------------------------------------- | ------------------------------ | ------------------------- |
| المساحة (كم2)                                             | 163.27 ألف                     | 181.03 ألف                |
| عدد السكان (نسمة)                                         | 563.40 ألف                     | 16.01 مليون               |
| الكثافة السكانية (ن./كم²)                                 | 3.45                           | 88.44                     |
| العاصمة                                                   | باراماريبو                     | بنوم بنه                  |
| اللغة الرسمية                                             | اللغة الهولندية                | اللغة الخميرية            |
| العملة                                                    | دولار سورينامي، غيلدر سورينامي | ريال كمبودي، دولار أمريكي |
| الناتج المحلي الإجمالي (بليون دولار)                      | 3.32 مليار                     | 22.16 مليار               |
| الناتج المحلي الإجمالي (تعادل القوة الشرائية) بليون دولار | 9.07 مليار                     | 54.37 مليار               |
| الناتج المحلي الإجمالي الاسمي للفرد دولار أمريكي          | 9.48 ألف                       | 1.16 ألف                  |
| الناتج المحلي الإجمالي للفرد دولار أمريكي                 | 16.64 ألف                      | 3.26 ألف                  |
| مؤشر التنمية البشرية                                      | 0.714                          | 0.555                     |
| رمز المكالمات الدولي                                      | +597                           | +855                      |
| رمز الإنترنت                                              | .sr                            | .kh                       |
| المنطقة الزمنية                                           | 00                             | ت ع م+07:00               |

## منظمات دولية مشتركة
يشترك البلدان في عضوية مجموعة من المنظمات الدولية، منها:
| علم المنظمة | اسم المنظمة                        | تاريخ انضمام سورينام | تاريخ انضمام كمبوديا |
| ----------- | ---------------------------------- | -------------------- | -------------------- |
|             | يونسكو                             | 16 يوليو 1976        | 3 يوليو 1951         |
|             | وكالة ضمان الاستثمار متعدد الأطراف | 2 يوليو 2003         | 1 ديسمبر 1999        |
|             | الأمم المتحدة                      | 4 ديسمبر 1975        | 14 ديسمبر 1955       |
|             | الاتحاد البريدي العالمي            | ?                    | ?                    |
|             | البنك الدولي للإنشاء والتعمير      | 27 يونيو 1978        | 22 يوليو 1970        |
|             | الاتحاد الدولي للاتصالات           | 15 يوليو 1976        | 10 أبريل 1952        |
|             | منظمة حظر الأسلحة الكيميائية       | ?                    | ?                    |
|             | مؤسسة التمويل الدولية              | 1 سبتمبر 2011        | 26 مارس 1997         |
|             | منظمة التجارة العالمية             | ?                    | ?                    |
|             | منظمة الشرطة الجنائية الدولية      | ?                    | ?                    |

## وصلات خارجية
- موقع وزارة الخارجية السورينامية
- موقع وزارة الخارجية الكمبودية